# Гуари (судно)
Гуари (houario) — разновидность французских малотоннажных парусных судов, которые использовались для плавания по рекам и заливам прибрежной зоны средиземноморского бассейна.
Их особенности парусного вооружения были позаимствованы итальянцами, англичанами и военным флотом США, который в XIX веке применял его на своих канонерских лодках.
Обычно такие суда несли одну ли две мачты с выдвижными стеньгами, на которых поднимались латинские паруса. Нижняя часть парусов жёстко крепилась на сегарсах, верхняя с помощью тросовых кренгельс-стропов или металлических ракс-бугелей могла перемещаться вдоль нижней части мачтовой конструкции. На бушприте поднимался кливер, который назывался англ. sliding-gunters.